# Акнада (Кизилюртовский район)
Акнада (тиндин. АгьиначIи, авар. Акна́да) — село в Кизилюртовском районе республики Дагестан, Россия.
Образует сельское поселение село Акнада как единственный населённый пункт в его составе.

## География
Расположено на севере района в 35 км от города Кизилюрт, на границе с Хасавюртовским районом.

## История
Его жители были переселены в 1957 году из села Дышне-Ведено после возвращения туда чеченцев из ссылки. В Чечню же они были переселены в 1944 году из тиндинских сёл Акнада, Ангида и Аща Цумадинского района.

## Население
| 1959  | 1970  | 1989  | 2002  | 2010  | 2012  | 2013  |
| ----- | ----- | ----- | ----- | ----- | ----- | ----- |
| 1839  | ↗2727 | ↘2313 | ↗3802 | ↗4014 | ↗4109 | ↗4185 |
| 2014  | 2015  | 2016  | 2017  | 2018  | 2019  | 2020  |
| ↗4238 | ↗4267 | ↗4317 | ↗4352 | ↗4376 | ↗4423 | ↗4439 |
| 2021  | 2023  | 2024  | 2025  |       |       |       |
| ↘3865 | ↗3922 | ↗3993 | ↗4075 |       |       |       |

В 2002 году в селе проживало 3806. Жители села - тиндинцы.  